# Aurachtal
Aurachtal település Németországban, azon belül Bajorországban. Lakosainak száma 3132 fő (2023. december 31.).

## Népesség
A település népessége az elmúlt években az alábbi módon változott:
| Lakosok száma | 1440 | 1503 | 3003 | 3017 | 2960 | 3029 | 3069 | 3084 | 3155 | 3132 |
|               | 1970 | 1975 | 2011 | 2012 | 2014 | 2015 | 2017 | 2019 | 2022 | 2023 |